# Edith Volckaert
Edith Volckaert (27 de agosto de 1949 – 2 de julio de 1992) fue una violinista y pedagoga musical belga.

## Biografía
Nació en Gante. A los cuatro años de edad ya había dado un recital público de un concierto de Vivaldi. Volckaert recibió clases particulares de Carlo Van Neste, quien sería su único profesor. Volckaert ganó una serie de premios internacionales que incluyen el concurso internacional de Violín Tibor Varga, el concurso Mozart, el concurso de la UNESCO y el premio del Festival Taormina en Sicilia. En 1967, fue primera en violín en el Concurso Internacional de Música María Canals. A los 19 años de edad,  recibió una beca del concurso nacional belga Pro Civitate. En 1971, fue una de las ganadoras de premios del Concurso Internacional de Música Reina Isabel de Bélgica, obteniendo el quinto puesto en los resultados finales. Se convirtió en miembro del jurado del concurso en 1976.
Actuó en Berlín, Moscú, Salzburgo, París, Londres y los Estados Unidos como solista y con grupos de música de cámara. Tocaba un violín producido a finales del siglo XVII por un seguidor de Giovanni Paolo Maggini, posiblemente Andrea Guarneri.
Volckaert enseñó en el Conservatorio Real de Bruselas pero dejó de dar clases allí en 1978 para dedicarse en exclusiva a la interpretación. Sufrió un cáncer incurable durante los últimos seis años de su vida, pero continuó enseñando hasta prácticamente los últimos meses y falleció a los 42 años de edad.